# Eve (artiest)
Eve Jihan Jeffers (Philadelphia, 10 november 1978) is een Amerikaans rapster en actrice, die zowel solo als samen met andere artiesten diverse hits heeft gehad. Ze is bekend onder de naam Eve.

## Loopbaan
In 1998 maakte Eve haar debuut op de soundtrack van de film Bullworth met het nummer Eve of Destruction, een cd waar ook de wereldhit Ghetto Supastar (That Is What You Are) van voormalig Fugees-lid Pras Michel op staat. In diezelfde periode werkte ze samen met Erykah Badu en The Roots op het Grammy-winnende nummer You got me van het The Roots-album Things Fall Apart. Later is ze samen met Janet Jackson en Ja Rule te horen op het Blackstreet-nummer Girlfriend/Boyfriend en werkte ze samen met Prince op Hot Wit U en de Adam & Eve Mix van The Greatest Romance Ever Sold. In 2002 won ze een Grammy voor Best Rap/Sung Collaboration voor het nummer Let Me Blow Ya Mind met Gwen Stefani.

## Discografie

### Albums
| Album met eventuele hitnotering(en) in de Nederlandse Album Top 100 | Datum van verschijnen | Datum van binnenkomst | Hoogste positie | Aantal weken | Opmerkingen |
| ------------------------------------------------------------------- | --------------------- | --------------------- | --------------- | ------------ | ----------- |
| Scorpion                                                            | 2001                  | 19-05-2001            | 34              | 17           |             |
| Eve-Olution                                                         | 2002                  | 07-09-2002            | 40              | 9            |             |
| Lip Lock                                                            | 2013                  | 14-05-2013            |                 |              |             |

| Album met hitnotering(en) in de Vlaamse Ultratop 200 albums | Datum van verschijnen | Datum van binnenkomst | Hoogste positie | Aantal weken | Opmerkingen |
| ----------------------------------------------------------- | --------------------- | --------------------- | --------------- | ------------ | ----------- |
| Eve-Olution                                                 | 2002                  | 14-09-2002            | 39              | 5            |             |

### Singles
| Single met eventuele hitnotering(en) in de Nederlandse Top 40 | Datum van verschijnen | Datum van binnenkomst | Hoogste positie | Aantal weken | Opmerkingen                    |
| ------------------------------------------------------------- | --------------------- | --------------------- | --------------- | ------------ | ------------------------------ |
| Who's that girl?                                              |                       | 21-04-2001            | 16              | 11           |                                |
| Let Me Blow Ya Mind                                           |                       | 18-08-2001            | 2               | 14           | met Gwen Stefani / Alarmschijf |
| Caramel                                                       |                       | 26-01-2002            | tip5            | -            | met City High                  |
| Brotha part II                                                |                       | 18-03-2002            | tip6            | -            | met Angie Stone en Alicia Keys |
| Gangsta lovin'                                                |                       | 05-10-2002            | 8               | 10           | met Alicia Keys / Alarmschijf  |
| Rich girl                                                     | 03-03-2005            | 05-03-2005            | 3               | 11           | met Gwen Stefani               |
| Like this                                                     | 2007                  | 09-06-2007            | tip8            | -            | met Kelly Rowland              |

| Single met hitnotering(en) in de Vlaamse Ultratop 50 | Datum van verschijnen | Datum van binnenkomst | Hoogste positie | Aantal weken | Opmerkingen       |
| ---------------------------------------------------- | --------------------- | --------------------- | --------------- | ------------ | ----------------- |
| Who's that girl                                      | 2001                  | 09-06-2001            | 42              | 3            |                   |
| Let Me Blow Ya Mind                                  | 2001                  | 25-08-2001            | 1(2wk)          | 17           | met Gwen Stefani  |
| Caramel                                              | 2002                  | 04-05-2002            | 47              | 1            | met City High     |
| Gangsta lovin'                                       | 2002                  | 05-10-2002            | 18              | 10           | met Alicia Keys   |
| Satisfaction                                         | 2003                  | 22-03-2003            | 50              | 1            |                   |
| Rich girl                                            | 2005                  | 19-03-2005            | 4               | 15           | met Gwen Stefani  |
| Like this                                            | 2007                  | 11-08-2007            | 50              | 1            | met Kelly Rowland |
| Speechless                                           | 2010                  | 10-05-2010            | 50              | 1            | met Alicia Keys   |
| Girls just wanna have fun                            | 2012                  | 01-09-2012            | 46              | 1*           | met Shaggy        |

## Filmcarrière
Eve speelt in Barbershop, Barbershop 2: Back in Business en Barbershop: The Next Cut een kapster genaamd Terri.
Ook was ze te zien in xXx.
- Biblioteca Nacional de España: XX1103798
- Bibliothèque nationale de France: cb140282834 (data)
- Gemeinsame Normdatei: 135292883
- International Standard Name Identifier: 0000 0003 8294 5077
- Library of Congress Control Number: no00073905
- MusicBrainz: 1ac10f5e-2079-4435-b78f-dda6ecdeba15
- Nationale Bibliotheek van Tsjechië: xx0034682
- Nationale Bibliotheek van Israël: 987007340645605171
- Système universitaire de documentation: 078069505
- Virtual International Authority File: 232255331